# Roms syv høje
Roms syv høje (latin: Septem colles/montes Romae, italiensk: Sette colli di Roma) ligger øst for floden Tiberen og udgjorde Roms geografiske hjerte, inden for byens mure.

## De syv høje
De syv høje er:
- Aventinerhøjen (latin: Collis Aventinus; italiensk: Aventino)
- Celiohøjen (Collis Caelius, oprindeligt Mons Querquetulanus; Celio)
- Kapitolhøjen (Mons Capitolinus; Campidoglio)
- Esquilinhøjen (Collis Esquilinus ; Esquilino)
- Palatinerhøjen (Collis eller Mons Palatinus; Palatino)
- Quirinalhøjen (Collis Quirinalis; Quirinale)
- Viminalhøjen (Collis Viminalis; Viminale)

Vatikanhøjen (latin Collis Vaticanus), der ligger nordvest for Tiberen, Pincian-højen (Mons Pincius), der ligger mod nord, Janiculan-højen (latin: Janiculum), der ligger mod vest, og det Hellige Bjerg (latin: Mons Sacer), liggende mod nordøst, regnes ikke blandt de traditionelle syv høje, idet de ligger uden for grænserne for den ældste del af Rom.

## Historie
Traditionen siger, at Romulus og Remus grundlagde den oprindelige by på Palatinerhøjen den 21. april 753 f.Kr., og at de syv høje først var beboede af små, uafhængige bosættelser. Beboerne på de syv høje begyndte at interagere med hinanden, hvilket skabte bånd mellem grupperne. Byen Rom opstod således, da disse separate bosættelser begyndte at handle sammen, drænede de sumpede dale mellem dem og omdannede dem til markedspladser (fora på latin). Senere – i det tidlige 4. århundrede f.Kr. – blev Serviusmuren bygget for at beskytte de syv bakker.
I det moderne Rom er fem af de syv høje (Aventiner-, Celio-, Esquilin-, Quirinal- og Viminal-højene) nu steder for monumenter, bygninger og parker. Kapitolhøjen huser Roms rådhus, mens Palatinerhøjen er en del af det vigtigste arkæologiske område.

### Andre byer med syv bakker
Sheffield, Istanbul, Lissabon, Providence og Massachusetts-byerne Worcester, Somerville, og Newton siges også at være bygget på syv høje efter Roms eksempel.

## I Det Nye Testamente
I Johannes' Åbenbaring sidder Babylon den Store på "syv bjerge", ofte forstået af kristne som Roms syv høje og en henvisning til det hedenske Romerrige. Protestanter associerede dem senere med den katolske kirke (da paven er patriark i Rom).